# Сера Рико
Сера Рико (итал. Serra Riccò) је насеље у Италији у округу Ђенова, региону Лигурија.
Према процени из 2011. у насељу је живело 7879 становника. Насеље се налази на надморској висини од 145 м.

## Становништво
Према резултатима пописа становништва 2011. у општини је живело 7.931 становника.
| 1931. | 1936. | 1951. | 1961. | 1971. | 1981. | 1991. | 2001. | 2011. |
| ----- | ----- | ----- | ----- | ----- | ----- | ----- | ----- | ----- |
| 5.188 | 5.377 | 5.754 | 6.272 | 7.019 | 8.057 | 7.873 | 7.879 | 7.931 |

## Партнерски градови
- Буенос Ајрес